# 设计师交流之夜

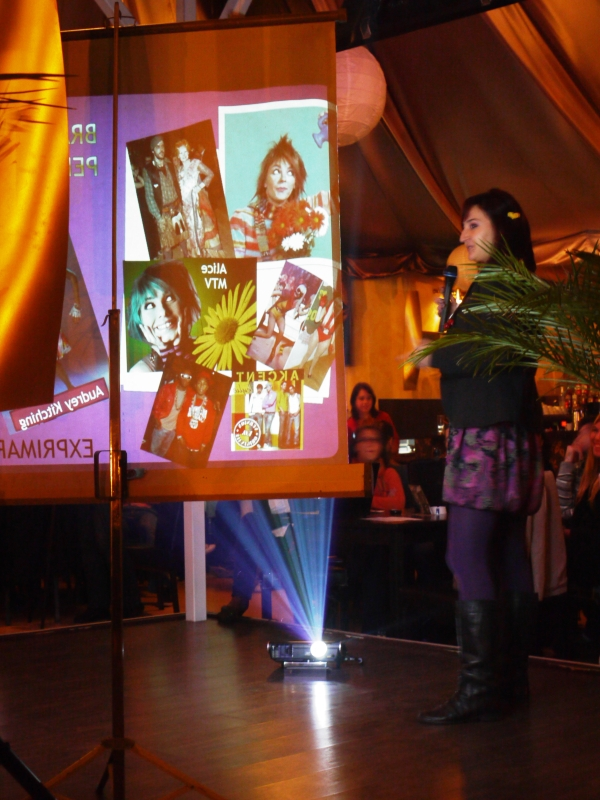
演讲者在罗马尼亚克卢日-纳波卡的设计师交流之夜上演讲

设计师交流之夜（英文：PechaKucha 或Pecha Kucha） 是一种演讲形式，该演讲规定使用20张演示文稿，并用20秒讲述一张的时间完成（即共6分40秒的演讲时间），旨在保证演讲内容简洁和快节奏的演讲形式。
设计师交流之夜这样的演讲形式是由东京建筑设计公司Klein-Dytham Architecture (KDa)  的Astrid Klein 和 Mark Dytham于2003年设计出的，起初的目的是吸引年轻的设计师去位于六本木的SuperDeluxe参加他们的实验性活动，在那里可以展示设计师们的作品和交流想法。
2004年，欧洲的几个城市也开始尝试该活动。 截止到2014年5月，PKNs已经在全球700个城市里举办过。 

## 活动形式
一个标准的设计师交流之夜通常会邀请8-14个演讲者。每位演讲者准备20张演示文稿(PPT)，并用20秒时间讲述一页。不同城市的主办方或许会加上他们自己的特色和形式。
在荷兰的格罗宁根，演讲的空隙会有现场乐队演出，而在每个演讲的最后20秒，会有主办方邀请的评论人进行即时评论。 
演讲的听众一般都是来自设计，建筑，摄影，艺术和创意领域，也有来自院校的学生 多数演讲者是专业设计师来展示他们的设计作品，但也有演讲者讲述的主题是他们的旅行，研究课题，学习项目，兴趣爱好，收藏，或是其他的兴趣。有些活动中也会用到视频作品作为演讲素材。

## 如何发起一个设计师交流之夜
由于PechaKucha是一个被Klein-Dytham Architecture (KDa)注册的商标。因此通常需由主办方联系设计师交流之夜（PechaKucha）委员会来发起一个活动，完成非正式的申请程序之后，双方达成相关的“握手”协定便可。设计师交流之夜并没有形式上的限制。任何受邀请人都可以准备一个演讲。